# Pątnów (przystanek kolejowy)
Pątnów – posterunek odgałęźny połączony ze stacją towarową oraz nieistniejący już przystanek kolejowy kolei normalnotorowej w Koninie w dzielnicy Pątnów.
Posterunek odgałęźny obsługuje pociągi towarowe zdawcze do pobliskiej Elektrowni Pątnów. Na stacji znajduje się nastawnia wykonawcza, ale nie jest używana, gdyż zwrotnice uruchamiane są ręcznie oraz semafory świetlne i tarcze ostrzegawcze. Posterunek odgałęźny położony jest przy czynnej dla ruchu osobowego w latach 1974–1995 linii nr 388 do Kazimierza Biskupiego.

## Przystanek wąskotorowy
W latach 1912–1965 istniał w ówczesnej wsi Pątnów wąskotorowy przystanek kolejowy. Znajdował się ok. 150 metrów na północ od obecnego ronda Bitwy pod Pątnowem 1863 (skrzyżowanie ulic Przemysłowej, Kazimierskiej, Szerokiej i Ślesińskiej), w ciągu ulicy Szerokiej (52°18′29″N 18°15′29″E/52,308056 18,258056). Jednoperonowy przystanek położony był na 28. kilometrze linii Anastazewo – Konin Wąskotorowy.